# VAMP7
VAMP7 (англ. Vesicle associated membrane protein 7) – білок, який кодується однойменним геном, розташованим у людей на X-хромосомі. Довжина поліпептидного ланцюга білка становить 220 амінокислот, а молекулярна маса — 24 935.
| 10         |  | 20         |  | 30         |  | 40         |  | 50         |
| ---------- |  | ---------- |  | ---------- |  | ---------- |  | ---------- |
| MAILFAVVAR |  | GTTILAKHAW |  | CGGNFLEVTE |  | QILAKIPSEN |  | NKLTYSHGNY |
| LFHYICQDRI |  | VYLCITDDDF |  | ERSRAFNFLN |  | EIKKRFQTTY |  | GSRAQTALPY |
| AMNSEFSSVL |  | AAQLKHHSEN |  | KGLDKVMETQ |  | AQVDELKGIM |  | VRNIDLVAQR |
| GERLELLIDK |  | TENLVDSSVT |  | FKTTSRNLAR |  | AMCMKNLKLT |  | IIIIIVSIVF |
| IYIIVSPLCG |  | GFTWPSCVKK |  |            |  |            |  |            |

A: Аланін

C: Цистеїн

D: Аспарагінова кислота

E: Глутамінова кислота

F: Фенілаланін

G: Гліцин

H: Гістидин

I: Ізолейцин

K: Лізин

L: Лейцин

M: Метіонін

N: Аспарагін

P: Пролін

Q: Глутамін

R: Аргінін

S: Серин

T: Треонін

V: Валін

W: Триптофан

Кодований геном білок за функцією належить до фосфопротеїнів. 
Задіяний у таких біологічних процесах, як транспорт, транспорт білків, екзоцитоз, ацетилювання, альтернативний сплайсинг. 
Локалізований у мембрані, клітинних контактах, ендоплазматичному ретикулумі, цитоплазматичних везикулах, лізосомі, апараті гольджі, синапсах, синаптосомах, ендосомах.